# Cơ quan Cảnh sát thủ đô Seoul

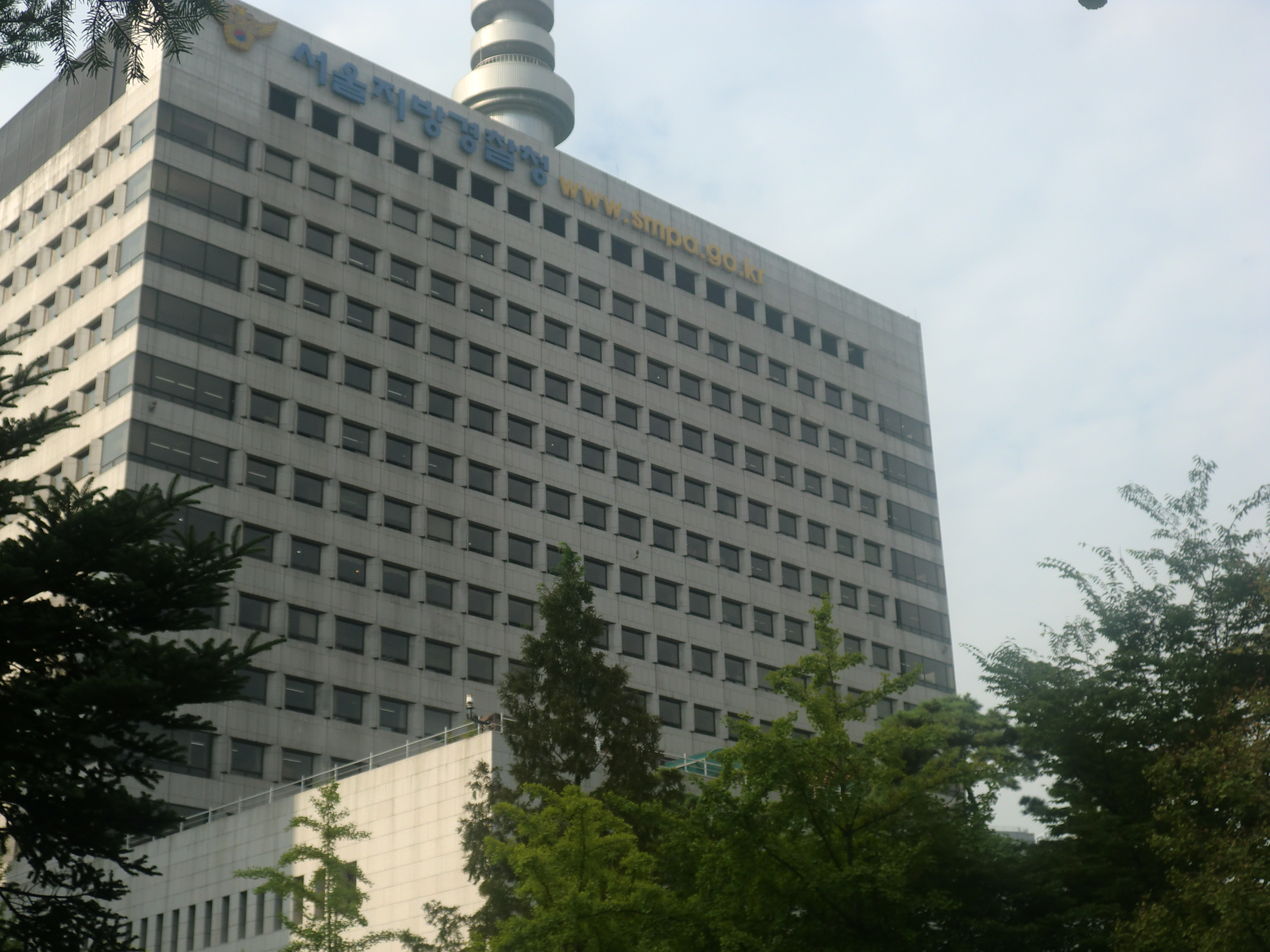
Tòa nhà Cơ quan Cảnh sát Thủ đô Seoul

Cơ quan Cảnh sát thủ đô Seoul (SMPA; Tiếng Hàn: 서울지방경찰청, Hanja: 서울地方警察廳) là một tổ chức giám sát các vấn đề an ninh công cộng ở Seoul. Bản thân nó không phải là lực lượng cảnh sát độc lập mà là một trong 16 phân khu cấp tỉnh của Cơ quan Cảnh sát Quốc gia. SMPA có trụ sở chính cùng với Trụ sở Cảnh sát Quốc gia tại Seoul. Trong khi các cơ quan cảnh sát hiện đại của Seoul có thể theo dõi lịch sử của họ từ năm 1945 với việc thành lập lực lượng cảnh sát Hàn Quốc, thì Cơ quan Cảnh sát Thủ đô hiện đại ở Seoul ra đời vào ngày 1 tháng 8 năm 1991 và hiện đang quản lý hơn 10 triệu dân.

## Lịch sử
Lực lượng cảnh sát ở Seoul là Sở cảnh sát Kyunggi-do, được thành lập vào ngày 15 tháng 8 năm 1945. Tiếp theo đó nhanh chóng là việc thành lập Lực lượng cảnh sát quốc gia vào ngày 21 tháng 10 và Lực lượng cảnh sát thủ đô Seoul chuyên trách hơn vào tháng 9. Ngày 17 tháng 1 năm 1946. Tổ chức này đã trải qua một loạt hoặc nhiều cải cách, bao gồm đổi tên thành Cục Cảnh sát Thủ đô vào năm 1948, thành lập Đội Cảnh sát An ninh Quốc hội năm 1951, Thành lập Quân đoàn Cảnh sát Cơ động Seoul năm 1961, Đội Cảnh sát An ninh Khu phức hợp Chính quyền Trung ương năm 1971 , nhanh chóng được gia nhập bởi Lực lượng Cảnh sát An ninh Sân bay vào năm 1973 và Lực lượng Bảo vệ Olympic vào năm 1985. Cùng với nhau, các đơn vị này trở thành Cơ quan Cảnh sát Thủ đô Seoul ngày nay vào năm 1991, với "1 Phó Tổng ủy viên, 7 phòng ban, 2 giám đốc, 17 sư đoàn [và] 7 đội kiểm soát trực tiếp."

### Sự kiện kể từ năm 1993
Năm 1993, SMPA được giao nhiệm vụ điều tra về mối đe dọa đánh bom có thể xảy ra đối với Tổng thống Mỹ Bill Clinton, đang đến thăm, vì điều mà sau này được gọi là một vụ nổ ống dẫn khí đốt đã xảy ra tại khách sạn Grand Hyatt Seoul, nơi ông dự định ở lại. Năm 1999, các sĩ quan chống bạo động SMPA với hơi cay và vòi rồng phải đối mặt với "vài trăm" người tuần hành ủng hộ thống nhất tại Đại học Quốc gia Seoul, tuy nhiên, mặc dù ném đá vào cảnh sát nhưng không có phản ứng nào và không có vụ đụng độ nghiêm trọng nào được báo cáo.
SMPA đã được giao quyền giám sát hai binh sĩ Quân đội Hoa Kỳ bị buộc tội vô ý giết chết hai cô gái tuổi teen vào năm 2002. Năm 2006, SMPA đã bắt giữ một người đào tẩu Triều Tiên và cựu vệ sĩ của Kim Jong-il, cũng như ba người khác vì buôn bán thuốc kích thích tình dục giả ở Seoul.
Năm 2007, SMPA bị giám sát chặt chẽ sau khi cảnh sát trưởng Hong Young-ki từ chức sau một cáo buộc tấn công trả thù. Các cáo buộc được đưa ra rằng SMPA đã bỏ qua vụ tấn công của cảnh sát trưởng nhằm vào một trong những người đàn ông giàu nhất Hàn Quốc.

## Chính sách nhấn mạnh
1. Phát triển chính sách bảo mật theo định hướng trường
2. Bảo đảm an toàn tính mạng người dân trước tội phạm và tai nạn
3. Thiết lập vị thế cảnh sát nhân quyền thông qua điều tra công bằng và bảo vệ những người dễ bị tổn thương trong xã hội
4. Cung cấp dịch vụ an ninh truyền cảm hứng cho người dân bằng dịch vụ tình nguyện không giới hạn
5. Sự hài hòa và thống nhất trong tổ chức thông qua việc cải thiện sự hài lòng trong công việc

## Văn phòng cảnh sát
Do sự thay đổi về thẩm quyền và tên của đồn cảnh sát có hiệu lực vào tháng 3 năm 2006, các đồn cảnh sát trực thuộc như sau
| - Gangnam - Sở cảnh sát Seoul Gangnam - Sở cảnh sát Seoul Suseo | - Seocho - Sở cảnh sát Seoul Bangbae - Sở cảnh sát Seoul Seocho | - Seongbuk - Sở cảnh sát Seoul Seongbuk - Sở cảnh sát Seoul Jongam | - Eunpyeong - Sở cảnh sát Seoul Seobu - Sở cảnh sát Seoul Eunpyeong | - Jongno - Sở cảnh sát Seoul Jongno (Jongno) - Sở cảnh sát Seoul Hyehwa (Jongno) | - Jung - Sở cảnh sát Seoul Namdaemun - Sở cảnh sát Seoul Jungbu |

| - Sở cảnh sát Seoul Gangdong - Sở cảnh sát Seoul Gangbuk - Sở cảnh sát Seoul Gangseo - Sở cảnh sát Seoul Gwanak | - Sở cảnh sát Seoul Gwangjin - Sở cảnh sát Seoul Guro - Sở cảnh sát Seoul Geumcheon - Sở cảnh sát Seoul Nowon | - Sở cảnh sát Seoul Dobong - Sở cảnh sát Seoul Dongdaemun - Sở cảnh sát Seoul Dongjak | - Sở cảnh sát Seoul Mapo - Sở cảnh sát Seoul Seodaemun - Sở cảnh sát Seoul Seongdong - Sở cảnh sát Seoul Songpa | - Sở cảnh sát Seoul Yangcheon - Sở cảnh sát Seoul Yeongdeungpo - Sở cảnh sát Seoul Yongsan - Sở cảnh sát Seoul Jungnang |  |

## Thiết bị

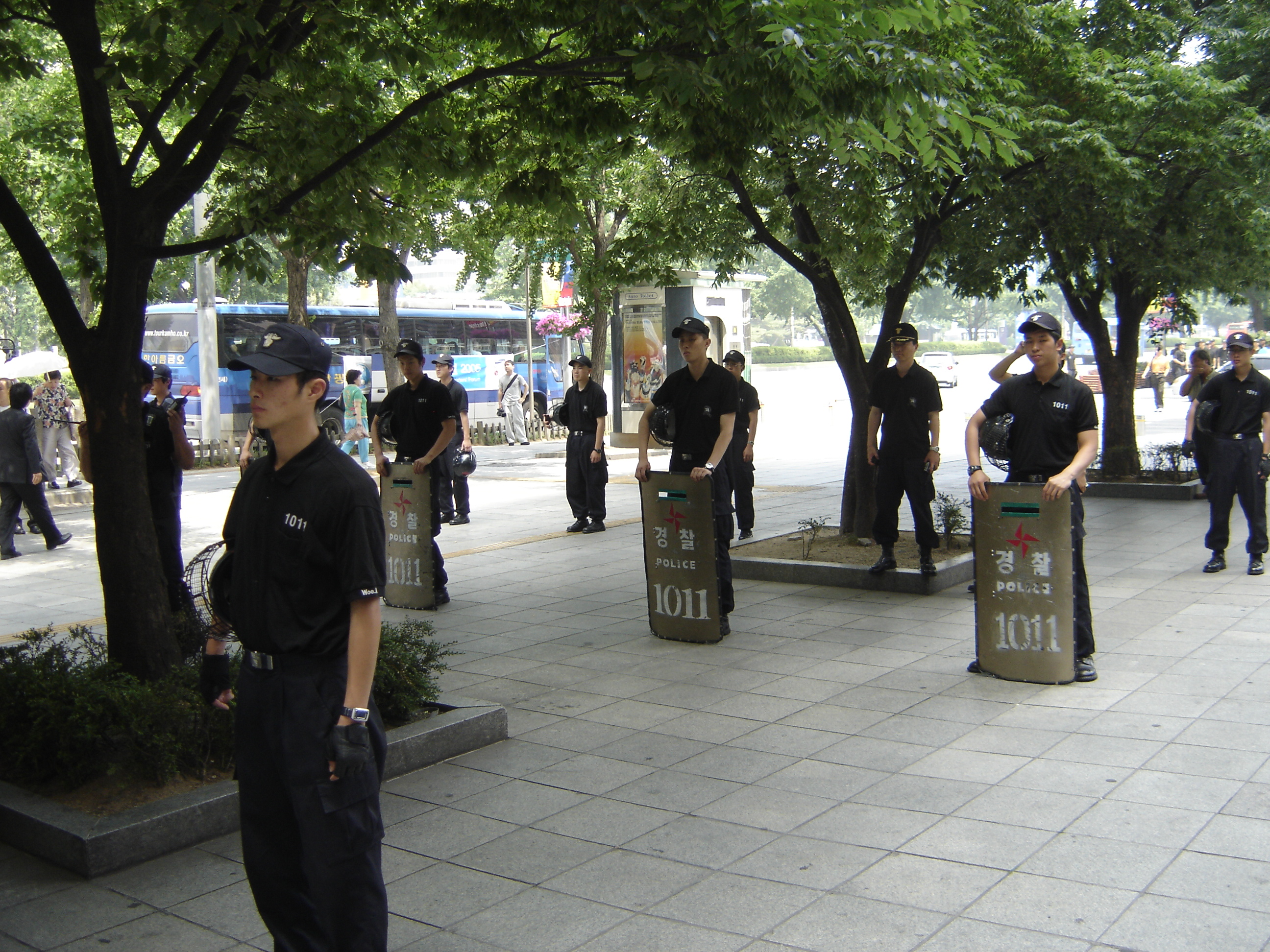
Cảnh sát chống bạo động của SMPA luôn sẵn sàng với lá chắn chống bạo động.

SMPA vận hành nhiều thiết bị được tiêu chuẩn hóa trong toàn bộ lực lượng Cảnh sát Quốc gia Hàn Quốc. Các khu vực đô thị đặc biệt sử dụng hệ thống Nhận dạng số phương tiện tự động, tuy nhiên hệ thống điều phối máy tính của SMPA, Hệ thống định vị phương tiện tự động và Thiết bị đầu cuối dữ liệu di động là các tính năng tiêu chuẩn trên toàn quốc, cũng như chính sách sử dụng cảnh sát vũ trang chuyên dụng thay vì cấp súng cho mỗi sĩ quan. SMPA cũng vận hành một tỷ lệ đáng kể trong số 4.891 xe cảnh sát của Lực lượng Cảnh sát Quốc gia, 1.685 xe bán tải của cảnh sát, 765 xe tải cảnh sát, 865 xe đặc nhiệm và 9.181 xe máy cảnh sát.
Tuy nhiên, SMPA sử dụng một số công nghệ nhất định dành riêng cho lực lượng của mình. Với dân số đông như vậy, SMPA đã ký hợp đồng với Sepura để trang bị 5.000 bộ đàm TETRA và thiết bị liên lạc cho các sĩ quan vào tháng 7 năm 2007. Bộ đàm cầm tay Sepura SRH3800 sGPS, bộ đàm SRM3500 và SRG3500 trên xe đã được cung cấp, cùng với công nghệ mới ra mắt lần đầu tiên với SMPA. SMPA cũng sử dụng hệ thống Xác định tốc độ đường bộ để thu thập thông tin giao thông theo thời gian thực cho mạng lưới đường bộ của Seoul thông qua GPS để cung cấp cho các đơn vị đường bộ SMPA và người dân.

## Chỉ trích
- Trung tâm Thông tin Giao thông SMPA yêu cầu các nhà báo truyền hình đưa tin một sinh viên đại học dẫn đầu cuộc biểu tình dưới ánh nến là một "cuộc biểu tình bất hợp pháp" vào ngày 12 tháng 6 năm 2011.[13]